# Rake Brook
Der Rake Brook ist ein Wasserlauf in Lancashire, England. Er entsteht nördlich des Great Hill und fließt in nördlicher Richtung. Seine Mündung in den River Roddlesworth wurde zwischen 1850 und 1857 von Thomas Hawksley zum Rake Brook Reservoir ausgebaut, dass sich an das westliche Ende des gleichzeitig gebauten Lower Roddlesworth Reservoirs anschließt. An der Westseite des Rake Brook Reservoirs schließt sich ein von Hawksley gebauter Kanal mit dem Namen The Goit an, der eine Verbindung zu den Rivington Reservoirs herstellt.